# Conficker
Conficker je računalniški črv, znan tudi kot Downup, Downadup ali Kido, ki napada operacijski sistem Windows. Prvič je bil odkrit v novembru 2008, njegovega avtorja pa do danes še niso odkrili. Širi se z izkoriščanjem varnostnih ranljivosti aplikacij, ki se pojavijo, če sistema Windows ne posodabljamo. Najprej si ustvari datoteko, nato pa jo preko omrežja in okuženih prenosnih medijev kopira naprej. Njegova primarna naloga je, da ustvarja mreže kompromitiranih računalnikov, s katerimi upravljajo posamezniki ali skupine zlonamernih uporabnikov (ang. botnet) ali pa, da okužijo čim več računalnikov, ki bodo kasneje omogočili nadzorovano izvajanje bolj zapletenih in uničujočih napadov. Conficker je eden izmed doslej tehnično najbolj zapleteno ustvarjenih računalniških črvov, ki uporablja napredne tehnike za zlorabe ranljivih računalnikov. Do sedaj so bile odkrite številne različice črva. Te imajo možnosti posodabljanj in nadgradnje oz. so se zmožne prilagajati zaščiti uporabnikom. Conficker trenutno velja za najbolj razširjeno računalniško  grožnjo in je okužil več kot 5 milijonov računalnikov. Obstaja več verzij računalniškega črva, kot so Conficker.A, Conficker.B, Conficker.C, Conficker.D in Conficker.E.
Med različicami obstajajo nekatere razlike. Conficker A se je zmožen prenašati preko omrežja. Verzije B, C in D pa se kopirajo tudi preko prenosnih medijev (USB, zunanji diski, itd.). Conficker C ima zmožnost medsebojne komunikacije med okuženimi računalniki, če kateri od računalnikov prejme navodila, jih posreduje naprej ostalim. Do verzije D imajo vsi Conficker črvi zelo slabo samozaščito. Ta vsebuje zgolj blokiranje določenih DNS in preprečevanje posodabljanj Windows sistema. Verzija D pa poleg tega vsebuje še onemogočanje dostopa do antivirusnih strani in uničevanje samih antivirusov.

## Način delovanja
Črv izklopi varnostne sisteme, blokira dostop do URL strani, ki so povezane z varnostjo in na okuženih računalnikih ustvarja varnostne luknje, ki jih lahko kasneje storilci uporabijo za vdore v sistem. Po napadu sistema zlonamerni uporabniki pogosto pustijo stranska vrata (ang. Backdoor), ki jim  omogočajo dostop do sistema pozneje, tudi, ob odstranitvi datoteke, s pomočjo katere je bil prvotno omogočen dostop do sistema. 
Črv Conficker izključi oz. onemogoči pravilno delovanje varnostnih sistemov in jim onemogoča samodejne posodobitve, ko se računalnik zažene. Na okuženem računalniku črv blokira dostop do spletnih strani izdelovalcev antivirusnih programov. 
Dostop do URL naslovov, ki vsebujejo besede povezane z  antivirusnimi programi bo onemogočen. Prav tako črv prepreči dostop do teh naslovov s tehnologijo DNS (Domain Name System). Ob poslani zahtevi za dostop do enega od proizvajalcev protivirusnih programov, prikaže lažni odgovor o neobstojočem  DNS imenu. Na ta način uporabnikom preprečuje posodobitev in dostop do  protivirusne programske opreme.

## Storilci in žrtve
Storilci s  črvom Conficker napadajo uporabnike na spletnih straneh kot so Facebook, Skype, Twitter in mnogi drugi.  Pri tem lahko pride do okužbe lokalnega omrežja, kar privede do dostopa do osebnih podatkov in zaupnih .informacij. Storilci tako pridobijo podatke uporabnikovega osebnega računa, kreditne kartice, gesel in celo IP naslova. 

## Zaščita[7]
Danes so črvi  med največjimi grožnjami na internetu. Na podlagi podatkov, ki jih objavlja družba ESET, proizvajalec znanih rešitev za boj proti škodljivi programski opremi, je Conficker na prvem mestu. To je najboljši dokaz o še vedno velikem pojavu računalniških črvov. Za obrambo pred črvi, kot je Conficker, je potrebno znanje. Tukaj je nekaj nasvetov, ki pomagajo uporabnikom pri zaščiti:
1. Redno je treba nameščati posodobitve računalniškega sistema in aplikacij. Posebno pozornost je treba nameniti aplikacijam, ki se ne posodabljajo samodejno.
2. Treba je namestiti antivirusne programe in jih redno posodabljati. Tudi, če računalnika ne zaščitijo popolnoma, lahko bistveno dvignejo raven računalniške varnosti.
3. Priporočljivo je uporabiti lastne požarne zidove in tako omejiti največjo izpostavljenost računalnika.
4. Treba je uporabiti vse razpoložljive varnostne mehanizme, kot so na primer močna gesla, ki jih priporoča skupina Windows. Močna gesla z veliko različnimi znaki so težje odkrita.
5. Treba je neprestano obnavljati in nadgrajevati znanje s področja informacijske varnosti, se izobraževati o novejših tehnologijah ter se jih naučiti uporabljati in se preko njih zaščititi pred grožnjami.